# Vilâyet Tripolitanien

Lage des Vilâyets Tripolitanien im Osmanischen Reich um 1900

Das Vilâyet Tripolitanien (auch Türkisch-Tripolitanien genannt, osmanisch Vilayeti-i Trablus-ı Garb, türkisch Trablusgarp Vilâyeti) war eine administrative Untereinheit des Osmanischen Reiches. Die Provinz umfasste neben Tripolitanien auch die Küste der Kyrenaika, ihre Hauptstadt war Tripolis. Die westlichen und südlichen Grenzen waren nicht klar festgelegt.
Es wurde im Jahre 1864 gegründet, nachdem im Zuge der Tanzimat-Periode eine Verwaltungsreform eingeleitet wurde. Das Vilâyet Tripolitanien ersetzte das Eyalet Tripolitanien, das erst 1835 wieder unter direkte Kontrolle der osmanischen Zentralregierung gekommen war, nachdem die erbliche Herrschaft der Paschas aus der Qaramanli-Familie beendet worden war. Das Vilâyet Tripolitanien war die letzte direkt verwaltete osmanische Besitzung in Nordafrika.
Mit der Schlacht von Tripolis 1911 im verlustreichen Italienisch-Türkischen Krieg ging das Vilâyet Tripolitanien an das Königreich Italien verloren. Am 18. Oktober 1911 wurde das Gebiet von Italien militärisch besetzt und annektiert. Es wurde 1934 in die Kolonie Italienisch-Libyen umgewandelt.